# 5036 Tuttle
5036 Tuttle este un asteroid din centura principală, descoperit pe 31 octombrie 1991, de Seiji Ueda și Hiroshi Kaneda.